# Graham Leonard
Graham Douglas Leonard KCVO (* 8. Mai 1921; † 6. Januar 2010 in Witney) war ein britischer Kleriker. Er war Bischof der Church of England, konvertierte aber in seinem Ruhestand zum römisch-katholischen Glauben.

## Leben
Leonard studierte am theologischen College Westcott House. Bevor er 1964 Suffraganbischof von Willesden wurde, war er Rektor der Kirche St Andrew Undershaft in St Mary Axe in der City of London und Archidiakon von Hampstead. Später wurde er Bischof von Truro (1973–1981) und Bischof von London (1981–1991). Von 1977 bis 1991 war er als geistlicher Lord Mitglied des House of Lords. Außerdem war er Dekan der Chapel Royal, ein Hofstaatsamt, für welches er als Knight Commander des Royal Victorian Order (KCVO) ausgezeichnet wurde, und Prälat des Order of the British Empire.
Aufgrund der Zulassung der Priesterweihe für Frauen in der Anglikanischen Gemeinschaft trat er schließlich aus der Church of England aus und 1992 in die römisch-katholische Kirche ein. Am 23. April 1994 wurde er zum Priester der römisch-katholischen Kirche geweiht. Da Rom die Gültigkeit der anglikanischen Ordination nicht anerkennt, ist Leonard kein Bischof der katholischen Kirche. Er wurde später zum päpstlichen Ehrenkaplan mit dem Titel Monsignore ernannt sowie am 3. August 2000 zum Ehrenprälaten Seiner Heiligkeit durch Papst Johannes Paul II. 2006 wurde Leonard als Kardinalskandidat gehandelt, berichtete die Londoner „Times“.
Papst Benedikt XVI. hatte in seiner Zeit als Kardinal Kontakt mit Leonard, damaliger Bischof von London, und begleitete ihn auch auf seinen Weg in die katholische Kirche.
Leonard war mit Priscilla Swann verheiratet und hatte zwei Söhne: Mark und James. Die katholische Kirche hatte für übergetretene anglikanische Geistliche eine Zölibatsbefreiung erlassen.